# Starodavni astronavti
Starodavni astronavti je pojem, ki se pojavlja v teorijah, da so v preteklosti Zemljo obiskovala napredna nezemeljska bitja, ki so ustvarila starodavne civilizacije ter jim posredovala različna znanja in tehnologijo. Nekateri pristaši teorije trdijo, da so nezemljani s pomočjo genskega inženiringa ustvarili modernega človeka. Teorija trdi tudi, da so zaradi tehnologije ljudje te prišleke častili kot bogove, kar naj bi bila podlaga za nastanek verstev.
Na tako stopnjo razvitosti naj bi namigovali številni stari teksti (sumerski Ep o Gilgamešu, hindujski spisi Vede in Mahabharata, pa tudi Biblija). Obstajajo tudi zanimive arheološke najdbe, ki po mnenju zagovornikov teorije prikazujejo opremo starodavnih astronavtov ter njihova plovila. Tovrstne teorije znanost zavrača, saj neposrednih dokazov zanje ni in je starodavna besedila ter artefakte možno interpretirati na več načinov, ki se bolj skladajo s splošno sprejetimi razlagami zgodovine.
Med prvimi zagovorniki teorije o starodavnih astronavtih sta Erich von Däniken in Zacharia Sitchkin, ki sta na to temo napisala tudi precej knjig.